# Campllong
Campllong è un comune spagnolo situato nella comunità autonoma della Catalogna.